# Porompat
Porompat is een census town in het district Imphal-Oost van de Indiase staat Manipur. 

## Demografie
Volgens de Indiase volkstelling van 2001 wonen er 5163 mensen in Porompat, waarvan 49% mannelijk en 51% vrouwelijk is. De plaats heeft een alfabetiseringsgraad van 71%. 